# کتی پریستنر
کتی پریستنر (انگلیسی: Cathy Priestner؛ زادهٔ ۲۷ مهٔ ۱۹۵۶) اسکیت‌باز سرعت اهل کانادا است.